# Jaywick
Jaywick is een plaats in Engelse graafschap Essex. Het werd ontwikkeld als badplaats voor de inwoners van Londen en heeft 3500 inwoners. In 2010 werd vastgesteld dat Jaywick de slechtst bedeelde plaats in Groot-Brittannië was, op basis van criminaliteitscijfers, gemiddeld inkomen, huizenprijzen, e.d.
Aan het begin van de negentiende eeuw werd in Jaywick een martellotoren gebouwd. Het verdedigingswerk werd opgericht om een sluis te bewaken waarmee in het geval van een invasie het platteland kon worden geïnundeerd.